# Округ Скревен (Џорџија)
Округ Скревен (енгл. Screven County) је округ у америчкој савезној држави Џорџија.

## Демографија
По попису из 2010. године број становника је 14.593, што је 781 (-5,1%) становника мање 2000. године.
| Група             | 2000.         | 2010.         |
| Белци             | 8.182 (53,2%) | 7.898 (54,1%) |
| Афроамериканци    | 6.963 (45,3%) | 6.318 (43,3%) |
| Азијати           | 40 (0,3%)     | 57 (0,4%)     |
| Хиспаноамериканци | 147 (1,0%)    | 180 (1,2%)    |
| Укупно            | 15.374        | 14.593        |